# Municipio de Lynn (Ohio)
El municipio de Lynn (en inglés: Lynn Township) es un municipio ubicado en el condado de Hardin en el estado estadounidense de Ohio. En el año 2010 tenía una población de 572 habitantes y una densidad poblacional de 8,81 personas por km².

## Geografía
El municipio de Lynn se encuentra ubicado en las coordenadas 40°38′1″N 83°42′5″O / 40.63361, -83.70139. Según la Oficina del Censo de los Estados Unidos, el municipio tiene una superficie total de 64.91 km², de la cual 64,89 km² corresponden a tierra firme y (0,02 %) 0,02 km² es agua.

## Demografía
Según el censo de 2010, había 572 personas residiendo en el municipio de Lynn. La densidad de población era de 8,81 hab./km². De los 572 habitantes, el municipio de Lynn estaba compuesto por el 99,13 % blancos, el 0,17 % eran afroamericanos, el 0,17 % eran amerindios, el 0,17 % eran asiáticos y el 0,35 % eran de una mezcla de razas. Del total de la población el 1,05 % eran hispanos o latinos de cualquier raza.